# Noční obloha

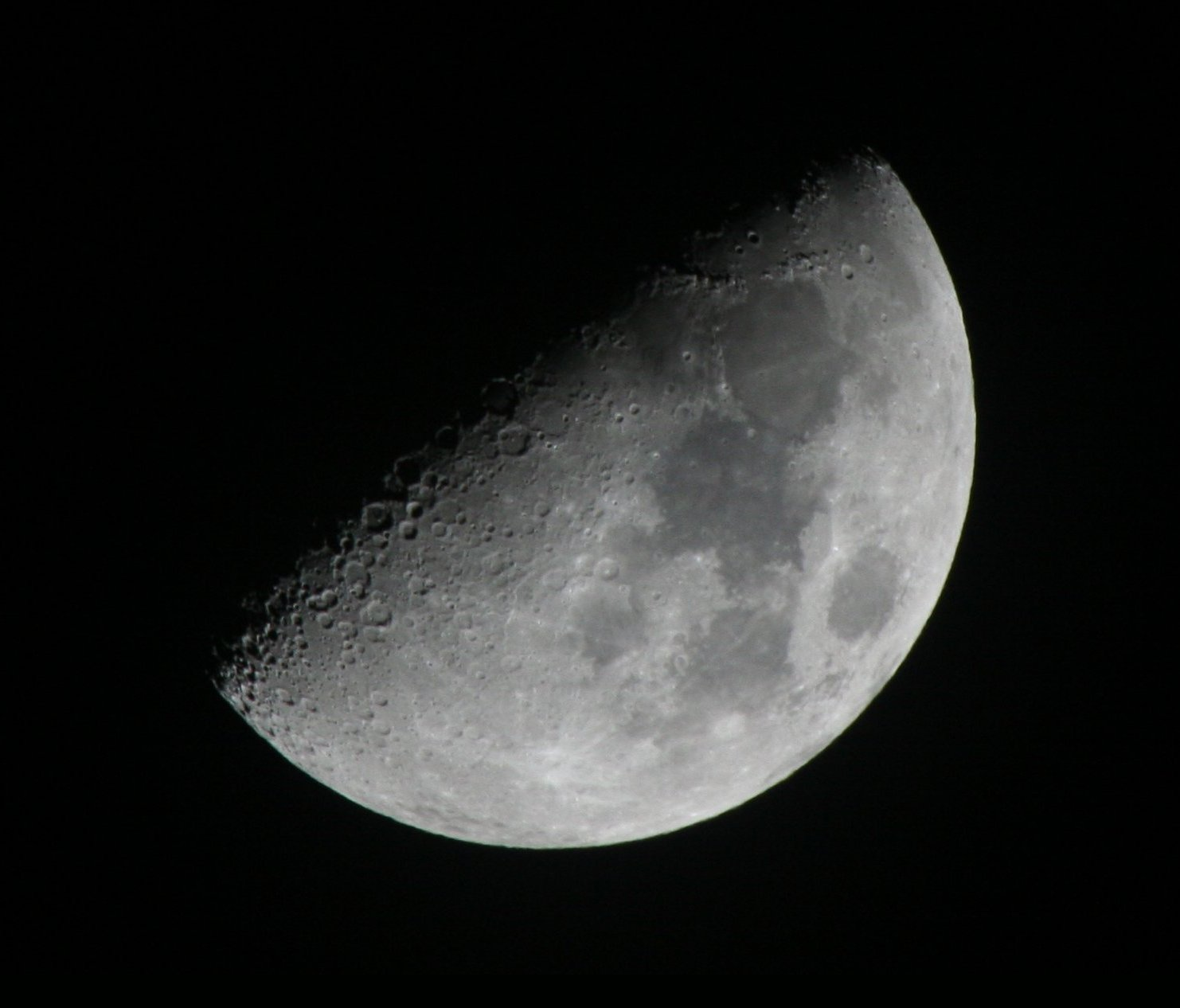
Měsíc je nejčastějším objektem, který je možný vidět na noční obloze

Noční obloha je běžně používaný pojem pro oblohu tak, jak je vidět v noci. Tento termín je spojen s astronomií, protože po soumraku začnou být vidět hvězdy, měsíc a planety.
Noční obloha a její studie byly součástí starověkých i moderních kultur. V minulosti, například, rolníci využívali noční oblohu jako kalendář, kdy sázet rostliny. Mnohé kultury zaznamenávaly souhvězdí na obloze a používaly je v souvislosti s legendami a mýty o jejich božstvech.

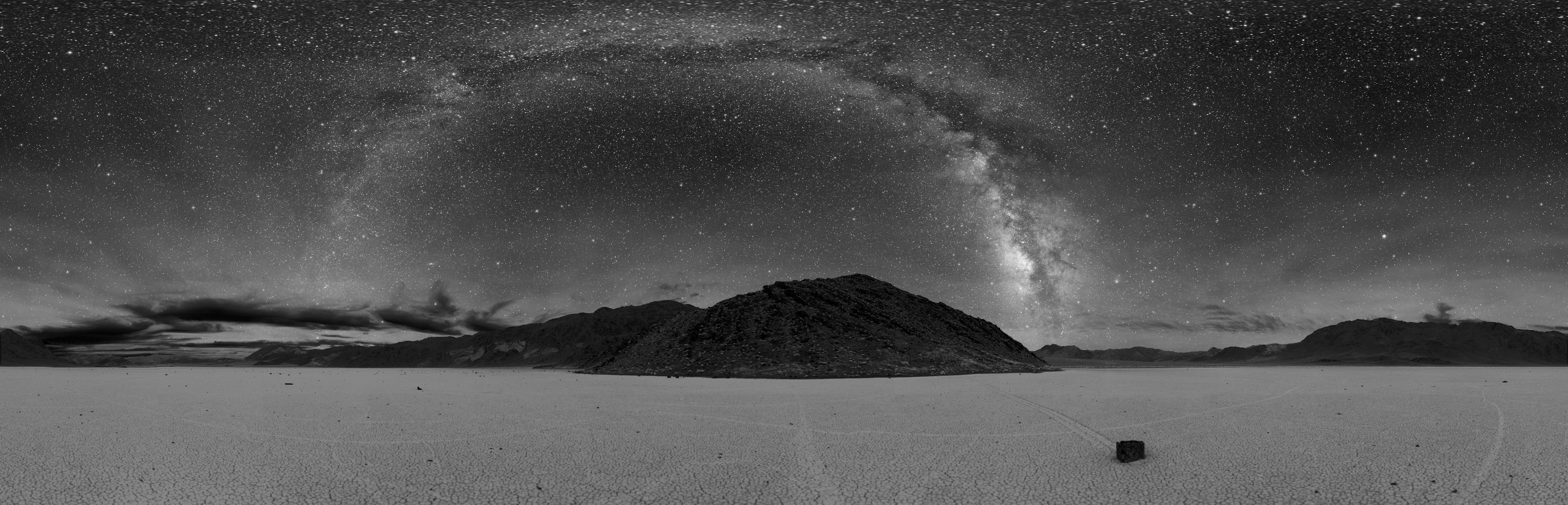
Pokud jsou dobré podmínky, je možné vidět Mléčnou dráhu jako rozsáhlý pruh nebo oblouk na obloze. Toto je panoramatický obrázek.